# Seznam ruských klášterů

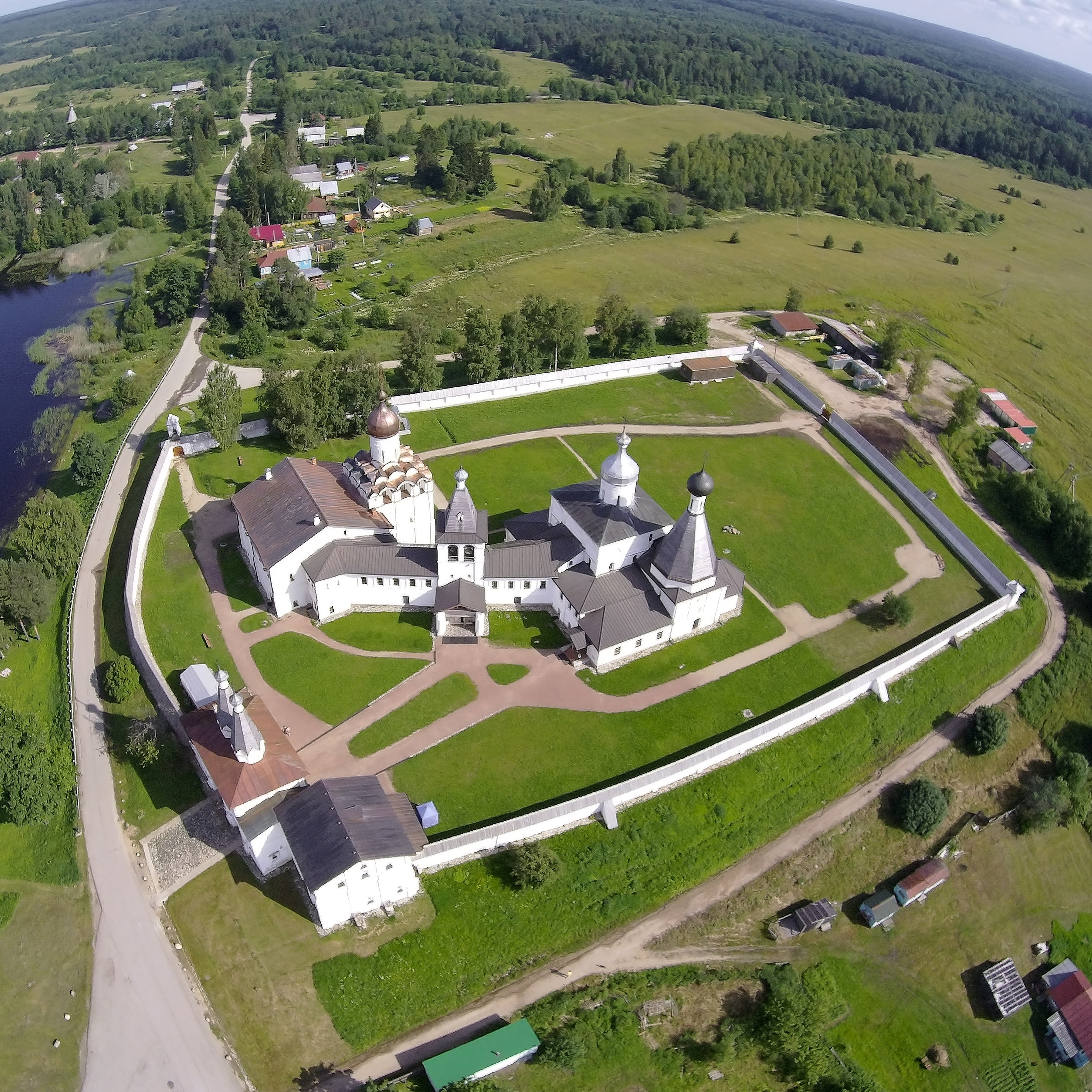
Klášter svatého Feraponta Bělozerského

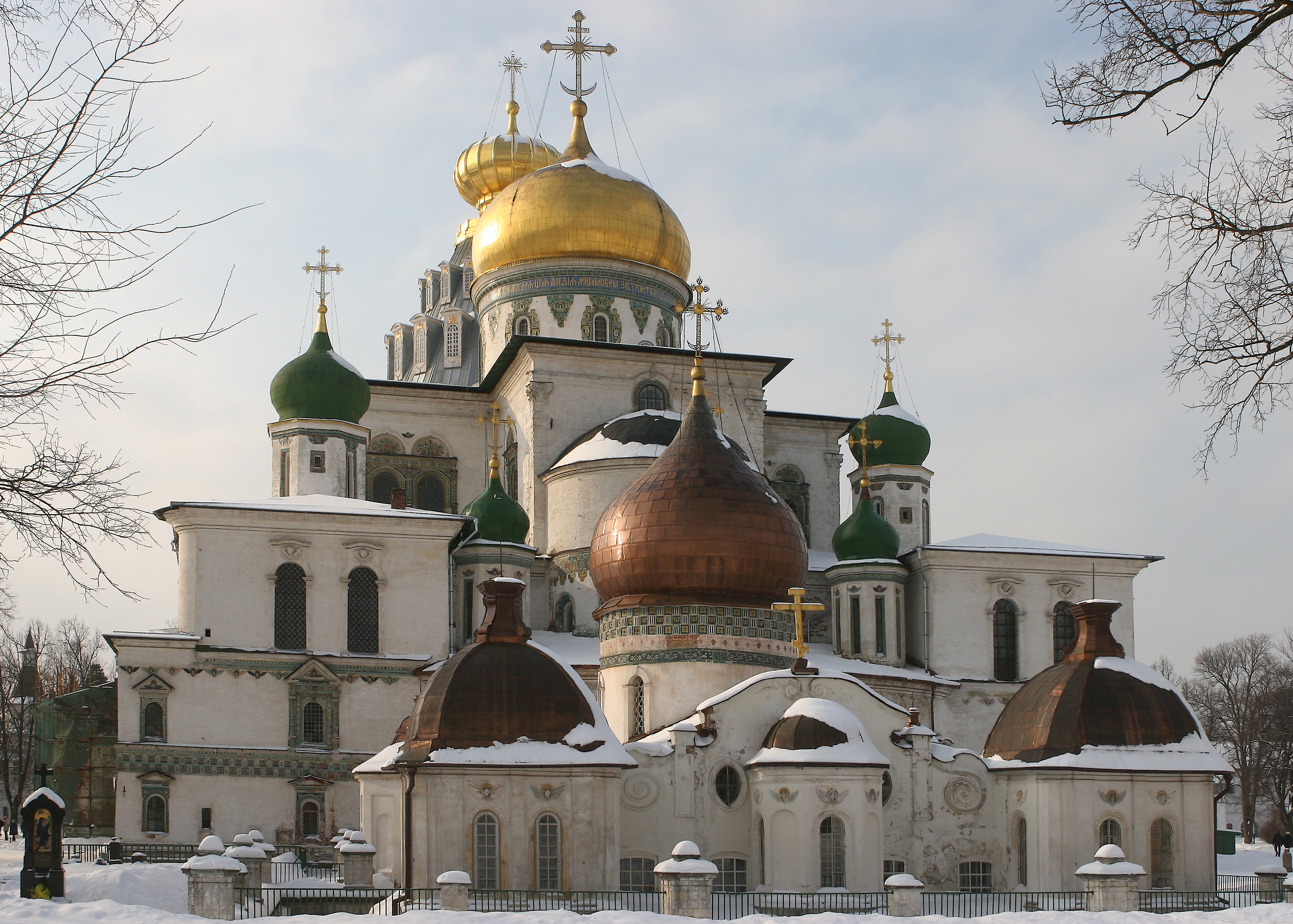
Katedrální chrám Novojerusalimského monastýru, Istra

Toto je seznam klášterů (monastýrů) Ruské pravoslavné církve v Rusku i zahraničí.

## A
- Alexandro-Něvská lávra
- Alexandro-svirský klášter
- Alexejevský klášter
- Antonievo-sijský klášter
- Arkažský klášter

## B
- Bogojavlenský klášter (Kostroma)
- Bogojavlenský klášter (Moskva)
- Bogojavlenský klášter (Uglič)
- Bogoljubský klášter
- Borisoglebský klášter, Borisoglebskij
- Borisoglebský klášter (Dmitrov)

## Č
- Černigovský skit
- Čudovský klášter

## D
- Danilovský klášter v Moskvě, sídlo moskevského a ruského patriarchy
- Donský klášter, Moskva

## F
- Feraponto-Bělozerský klášter

## G
- Ganina jama, Jekatěrinburg
- Gorický klášter, Goricy
- Gorický uspěnský klášter, Pereslavl-Zalesskij

## Ch
- Chutynský klášter u Nižního Novgorodu

## I
- Ipaťjevský klášter, Kostroma
- Ivanovský monastýr

## J
- Jeskynní klášter sv. Klementa
- Josefo-volokolamský klášter (Uspěnský), u Volokolamsku

## K
- Kirillo-belozerský klášter, Kirillov
- Kizický klášter
- Klášter Zvěstování Panny Marie, Nižnij Novgorod
- Klobukovský klášter
- Koněvský klášter, ostrov Koněvec na Ladožském jezeře
- Korenský klášter
- Kožeozerský klášter u jezera Kožozero na řece Oněze
- Krestnij klášter na ostrově Kij
- Krutický dvůr patriarchů, Moskva
- Krypecký klášter poblíž Pskova

## L
- Lužecký monastýr, Možajsk

## M
- Makarjevský klášter, Makarjevo na levém břehu Volhy v Nižněnovgorodské oblasti
- Marfo-Mariinský klášter, Moskva
- Monastýr Početí sv. Anny, Moskva
- Monastýr sv. Jana Zlatoústého, Moskva

## N
- Nikolo-babajský klášter
- Nikolo-korelský klášter při ustí Severní Dviny
- Nikolo-perervinský klášter, Moskva
- Nikolo-ugrešský monastýr, Dzeržinskij
- Novoděvičí klášter, Moskva
- Novospasský klášter, Moskva

## O
- Optinský klášter (Optina Pustyň)

## P
- Pafnutievo-borovský klášter
- Pavlo-obnorský klášter, Vologdská oblast
- Pečengský monastýr, Pečenga
- Pečerský klášter Nanebevstoupení
- Pokrovský monastýr (Moskva)
- Pokrovský klášter (Suzdal)
- Pskovo-pečerský monastýr, Pečory
- Pühtitský monastýr mezi Finským zálivem a jezerem Peipus

## R
- Rizopoloženský klášter
- Rožděstvenský klášter (Moskva)
- Rožděstvenský klášter (Vladimir)

## S
- Sanaksarský monastýr, Těmnikov, Mordvinsko
- Savvino-storoževský monastýr, Zvenigorod
- Serafimo-divejevský monastýr, Divějevo, Nižněnovgorodská oblast
- Simonovský klášter, Moskva
- Smolný klášter
- Solovecký monastýr, Solovecké ostrovy
- Spaso-borodinský klášter
- Spaso-jevfimijův klášter (klášter sv. Eutýnia Suzdalského), Suzdal
- Spaso-kamenský klášter, ostrov Kamennyj na Kubenském jezeře
- Spaso-preobraženský klášter (Jaroslavl)
- Spaso-preobraženský monastýr (Proměnění Páně), Staraja Russa
- Sretenský monastýr (Kašin)
- Sretenský monastýr (Gorochovec)
- Sretenský monastýr (Moskva)
- Sretenský monastýr, Pereslavl-Zalesskij
- Svatoandronikovský monastýr, na řece Jauze, Moskva
- Svatojiřský klášter, Veliký Novgorod
- Svatotrojický monastýr (Jordanville), Jordanville, Herkimer County (NY) USA
- Svenský monastýr u Brjanska

## T

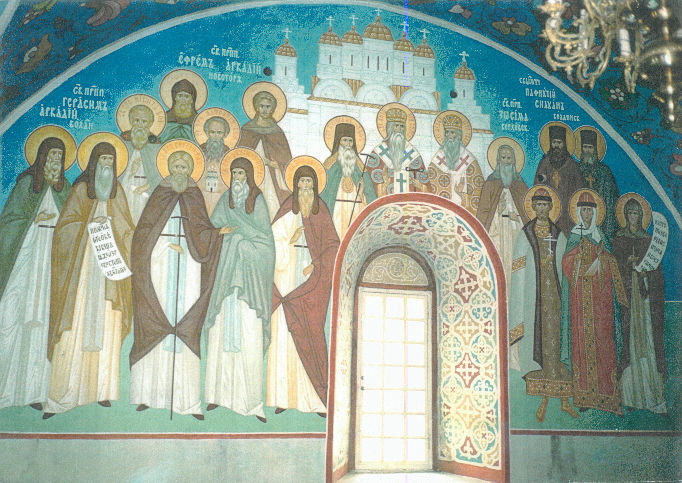
Troický Boldin klášter. Vvedenský chrám. Fresko se sv. Gerasimem Boldinským, vlevo)

- Tichvinský monastýr, Tichvin
- Trojicko-Danilovský klášter
- Trojicko-sergijevská lávra
- Trojicko-boldinský klášter
- Trojicko-makarievský klášter

## U
- Uspěnský monastýr (klášter Zesnutí přesvaté Bohorodice), Svijažsk

## V
- Valaamský klášter, ostrov Valaam
- Voskresenský klášter (Novojerusalimský), Istra
- Vozněsenský klášter
- Vysokopetrovský monastýr, Moskva-Bílé Město
- Vysocký monastýr, Serpuchov

## Y
- Jeleazarův monastýr, Pskov

## Z
- Zaikonospasský monastýr, Moskevský Kreml